# بيكيتون (أوهايو)
بيكيتون (بالإنجليزية: Piketon, Ohio)‏ هي بلدة تقع في الولايات المتحدة في مقاطعة بايك، أوهايو. يقدر عدد سكانها بـ 2,181 نسمة ومساحتها 6.60 كم2 وترتفع عن سطح البحر 175 متر.

## التركيبة السكانية
قام مكتب تعداد الولايات المتحدة بتحديد بيانات التركيبة السكانية لبيكيتون في تعداد الولايات المتحدة. في ما يلي، التركيبة السكانية حسب تعدادي 2000 و2010.

### تعداد عام 2000
بلغ عدد سكان بيكيتون 1,907 نسمة بحسب تعداد عام 2000، وبلغ عدد الأسر 693 أسرة وعدد العائلات 469 عائلة مقيمة في القرية. في حين سجلت الكثافة السكانية 955.6 نسمة لكل ميل مربع (369.0/كم2). وبلغ عدد الوحدات السكنية 745 وحدة بمتوسط كثافة قدره 373.3 نسمة لكل ميل مربع (144.1/كم2).
وتوزع التركيب العرقي للقرية بنسبة 96.22% من البيض و 0.16% من الأمريكيين الأصليين و 0.26% من الأمريكيين ذوي الأصول الآسيوية و 0.05% من سكان جزر المحيط الهادئ و 1.10% من الأمريكيين الأفارقة و 2.20% من عرقين مختلطين أو أكثر.
بلغ عدد الأسر 693 أسرة كانت نسبة 34.1% منها لديها أطفال تحت سن الثامنة عشر تعيش معهم، وبلغت نسبة الأزواج القاطنين مع بعضهم البعض 43.1% من أصل المجموع الكلي للأسر، ونسبة 21.1% من الأسر كان لديها معيلات من الإناث دون وجود شريك، وكانت نسبة 32.2% من غير العائلات. تألفت نسبة 28.0% من أصل جميع الأسر من أفراد ونسبة 12.7% كانوا يعيش معهم شخص وحيد يبلغ من العمر 65 عاماً فما فوق. وبلغ متوسط حجم الأسرة المعيشية 2.93، أما متوسط حجم العائلات فبلغ 2.41.
بلغ العمر الوسطي للسكان 39 عاماً. وكانت نسبة 24.5% من القاطنين تحت سن الثامنة عشر، وكانت نسبة 9.9% بين الثامنة عشر والأربعة وعشرون عاماً، ونسبة 25.6% كانت واقعةً في الفئة العمرية ما بين الخامسة والعشرون حتى والأربعة وأربعون عاماً، ونسبة 18.6% كانت ما بين الخامسة والأربعون حتى الرابعة والستون، ونسبة 21.4% كانت ضمن فئة الخامسة والستون عاماً فما فوق. يوجد لكل 100 أنثى 76.9 ذكر، ويوجد لكل 100 أنثى في الثامنة عشر من عمرها فما فوق 72.1 ذكر.
بلغ متوسط دخل الأسرة في القرية 21,290 دولار، أما متوسط دخل العائلة فبلغ 23,846 دولار. وكان متوسط دخل الذكور 31,618 دولار مقابل 21,602 دولار للإناث. وسجل دخل الفرد الخاص بالقرية 11,599 دولار. وكانت نسبة 28.5% من العائلات ونسبة 30.3% من السكان تحت خط الفقر، وكان من هؤلاء نسبة 41.5% تحت سن الثامنة عشر ونسبة 24.1% في الخامسة والستين من العمر وما فوق.

## معرض صور

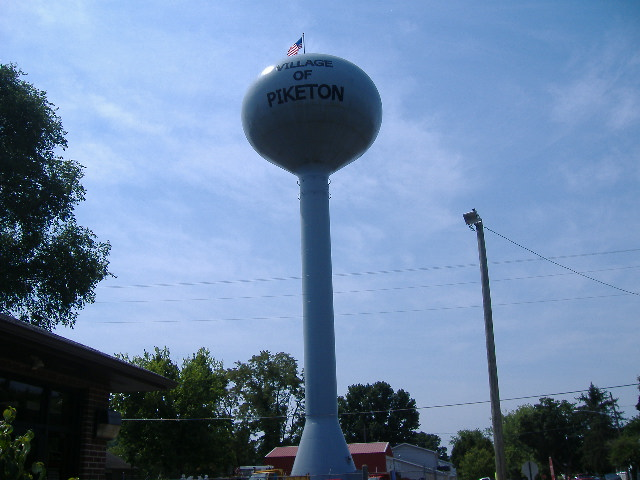
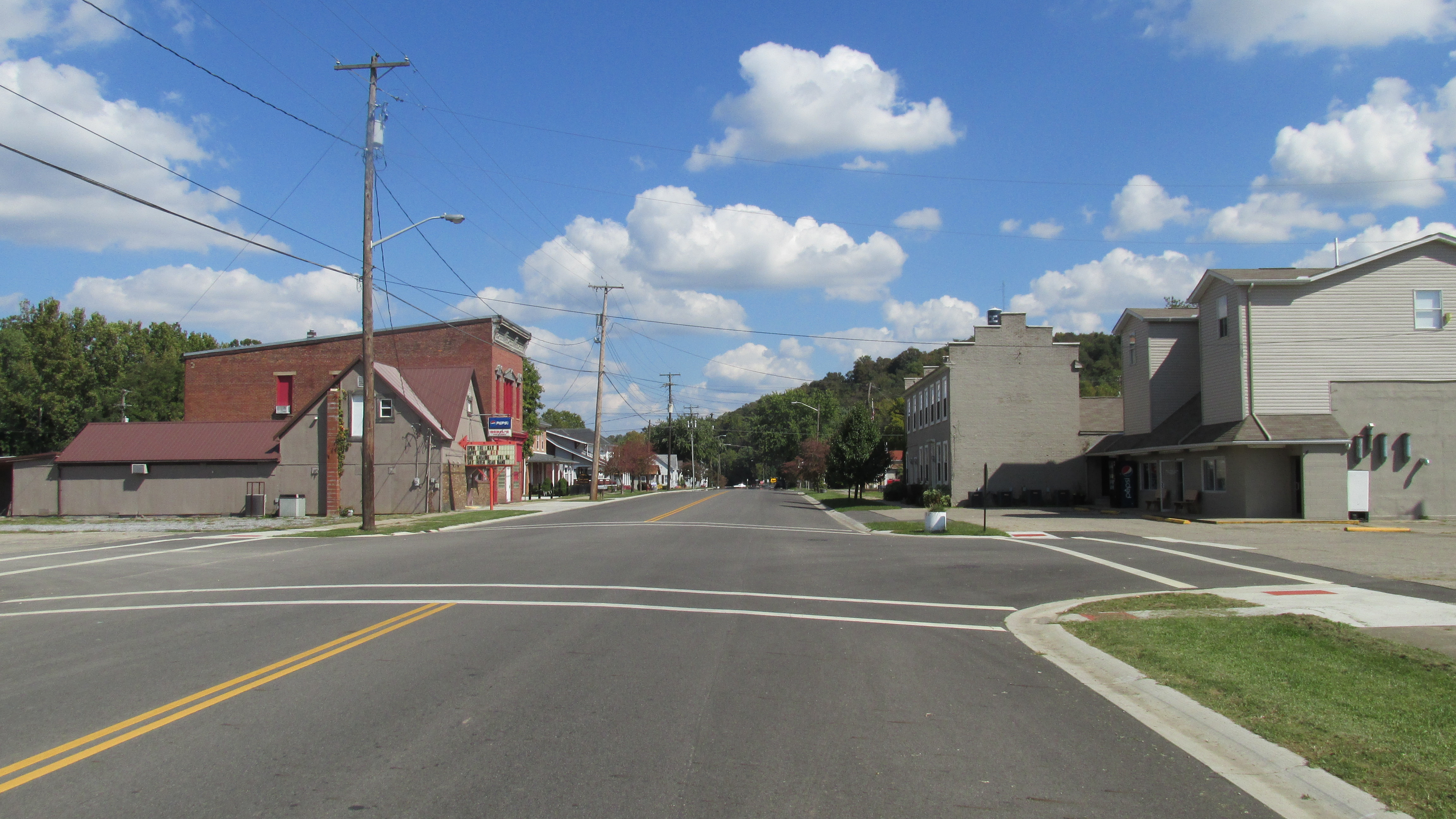
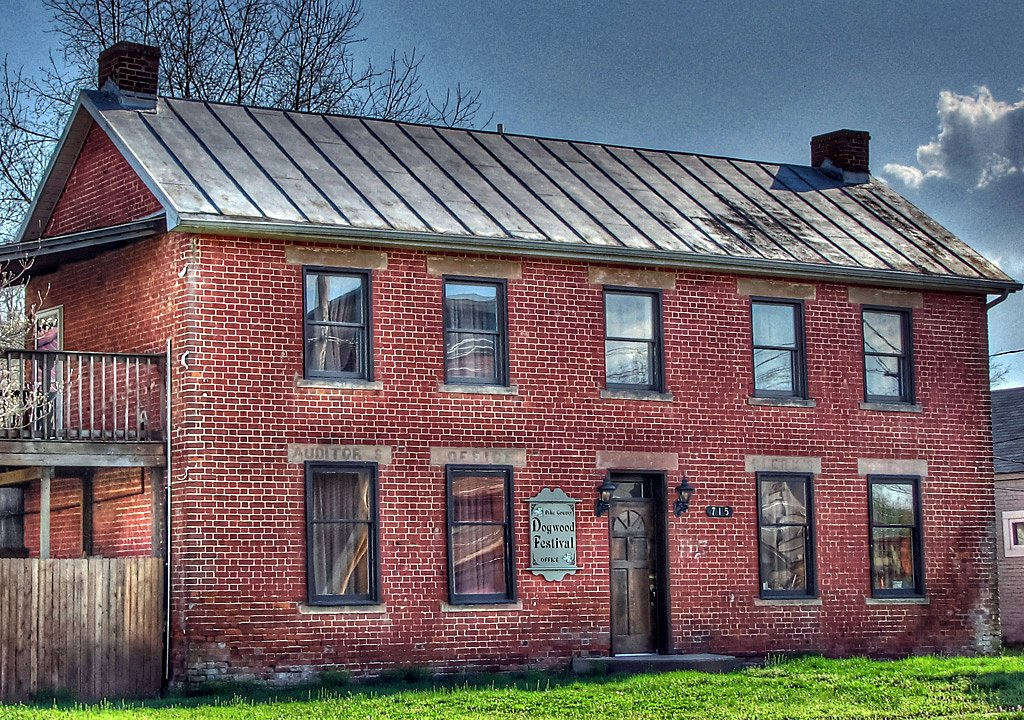
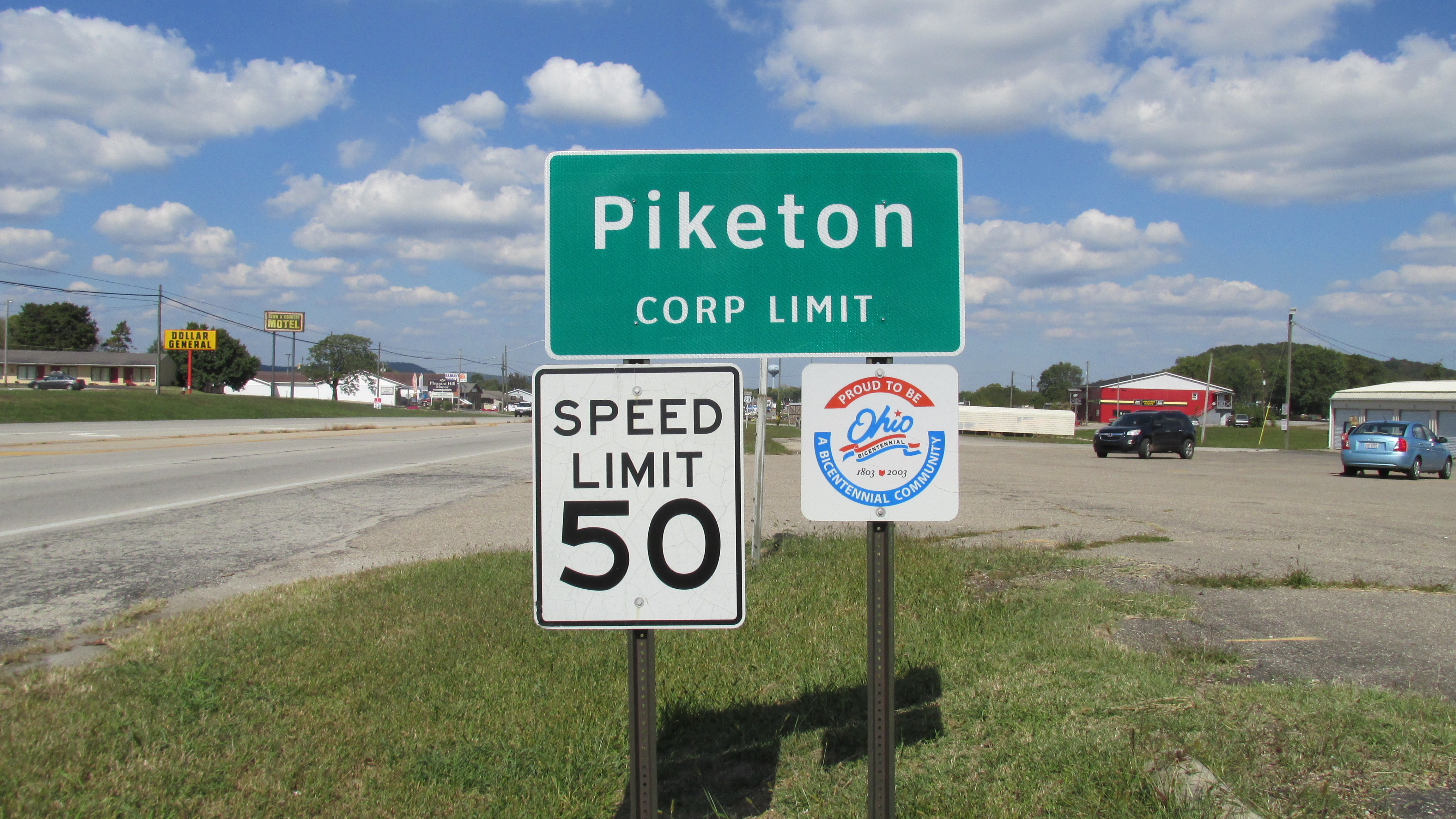

### تعداد عام 2010
بلغ عدد سكان بيكيتون 2,181 نسمة بحسب تعداد عام 2010، وبلغ عدد الأسر 820 أسرة وعدد العائلات 517 عائلة مقيمة في القرية. في حين سجلت الكثافة السكانية 872.4 نسمة لكل ميل مربع (336.8/كم2). وبلغ عدد الوحدات السكنية 908 وحدة بمتوسط كثافة قدره 363.2 لكل ميل مربع (140.2/كم2).
وتوزع التركيب العرقي للقرية بنسبة 97.3% من البيض و 0.1% من الأمريكيين الأصليين و 0.2% من الأمريكيين ذوي الأصول الآسيوية و 0.9% من الأمريكيين الأفارقة و 1.5% من عرقين مختلطين أو أكثر.
بلغ عدد الأسر 820 أسرة كانت نسبة 35.6% منها لديها أطفال تحت سن الثامنة عشر تعيش معهم، وبلغت نسبة الأزواج القاطنين مع بعضهم البعض 38.8% من أصل المجموع الكلي للأسر، ونسبة 19.6% من الأسر كان لديها معيلات من الإناث دون وجود شريك، بينما كانت نسبة 4.6% من الأسر لديها معيلون من الذكور دون وجود شريكة وكانت نسبة 37.0% من غير العائلات. تألفت نسبة 31.5% من أصل جميع الأسر من أفراد ونسبة 11.5% كانوا يعيش معهم شخص وحيد يبلغ من العمر 65 عاماً فما فوق. وبلغ متوسط حجم الأسرة المعيشية 3.00، أما متوسط حجم العائلات فبلغ 2.41.
بلغ العمر الوسطي للسكان 38.2 عاماً. وكانت نسبة 25.5% من القاطنين تحت سن الثامنة عشر، وكانت نسبة 8% بين الثامنة عشر والأربعة وعشرون عاماً، ونسبة 24.5% كانت واقعةً في الفئة العمرية ما بين الخامسة والعشرون حتى والأربعة وأربعون عاماً، ونسبة 23.5% كانت ما بين الخامسة والأربعون حتى الرابعة والستون، ونسبة 18.6% كانت ضمن فئة الخامسة والستون عاماً فما فوق. وتوزع التركيب الجنسي للسكان بنسبة 46.7% ذكور و53.3% إناث.